# Thomas de Grey Walsingham
Thomas de Grey, baron Walsingham (Londen, 29 juli 1843 - 3 december 1919) was een Brits politicus, cricketer en entomoloog.  Hij was tevens actief in de raad van bestuur van het British Museum.
Thomas de Grey genoot zijn opleiding in Eton College en vervolgens in Trinity College te Cambridge. Hij was een gedreven lepidopteroloog, met een specialisatie in de kleine vlinders (Microlepidoptera). Hij is geregistreerd als auteur van meer dan tweehonderdvijftig taxons. Zijn vlindercollectie behoorde tot de grootste ter wereld, te meer na de overname van de collecties van Zeller, Hofmann en Christoph waarna hij over meer dan 260.000 specimen beschikte.  Samen met zijn boekencollectie van 2.600 stuks werd alles geschonken aan het Natural History Museum.
Hij werd in 1887 benoemd tot Fellow of the Royal Society.  Hij was lid, en gedurende twee termijnen voorzitter van de Entomological Society of London.

## Politiek
Thomas de Grey zetelde als Conservative Party volksvertegenwoordiger voor West Norfolk in het House of Commons van 11 juli 1865 tot 31 december 1870.  Toen moest hij zijn zetel daar doorgeven gezien hij door vererving tot lord temporal van een peerage naar het Hogerhuis doorschoof. De baron Walsingham zetelde van 31 december 1870 tot zijn overlijden in 1919 als life peer in het House of Lords.

## Cricket
Walsingham was een eersteklas cricketspeler van 1862 tot 1866. Geregistreerd op scorekaarten als T de Grey, speelde hij in 15 wedstrijden, met in totaal 380 runs met een hoogste score van 62 en met 9 vangsten. Hij was voornamelijk verbonden aan de Marylebone Cricket Club (MCC) en de Cambridge University Cricket Club.

## Familie
De Grey woonde in het familiedomein Merton Hall, een landhuis in Merton. Hij was driemaal gehuwd, en kreeg met zijn tweede echtgenote een dochter. Hij was de zesde Lord Walsingham.
Op 30 augustus 1888 had Lord Walsingham een opmerkelijke dag met schieten op Blubberhouses Moor, Yorkshire, toen hij 1.070 Schots sneeuwhoenen doodde. De dag begon om 05:12 met de eerste van twintig drives, bijgestaan door twee teams van veertig beaters, twee loaders en vier geweren. Tijdens de zestiende drive schoot hij 94 sneeuwhoenen in 21 minuten; een moordsnelheid van één per 13 seconden. De laatste drive eindigde om kwart voor zeven 's avonds en zijn Lordship kon nog veertien vogels schieten op het traject naar huis. 
- Bibsys: 3007253
- Bibliothèque nationale de France: cb10685158n (data)
- Gemeinsame Normdatei: 117561738
- International Standard Name Identifier: 0000 0000 7360 6768
- Library of Congress Control Number: no2009057907
- Nationale Bibliotheek van Tsjechië: xx0316874
- Nederlandse Thesaurus van Auteursnamen: 115505679
- Système universitaire de documentation: 15835317X
- Museum of New Zealand Te Papa Tongarewa: 67950
- Virtual International Authority File: 86363439